# My Way killings

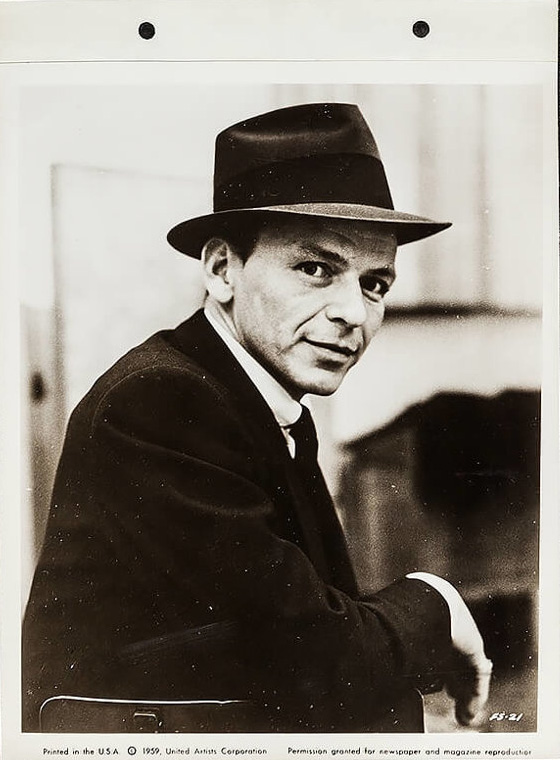
Исполнитель «My Way» Фрэнк Синатра, снимок 1957 года

My Way killings (в переводе с англ. — «Убийства My Way») — социальный феномен на Филиппинах, связанный с убийствами из-за исполнения песни американского певца Фрэнка Синатры «My Way» в караоке-барах (более известных на Филиппинах под названием «videoke»).
Согласно сообщениям газеты New York Times, в 2010 году было совершено по меньшей мере шесть «убийств My Way». В период с 2002 по 2012 годы за исполнение этой песни также было убито множество людей.

## История явления
Пение в караоке — широко распространенное и популярное времяпрепровождение на Филиппинах, в том числе среди людей с низким уровнем достатка. В 2007 году, когда «убийства My Way» произвели особенно сильный резонанс в обществе, многие из них зарабатывали около 2 долларов в день и могли петь в караоке, заплатив 5 песо (около 10 центов) за использование специального автомата. Более обеспеченные филиппинцы нередко снимают для себя отдельные комнаты в караоке-барах. Начиная с 16 января 1998 года было зафиксировано около десятка инцидентов, связанных с массовыми жалобами на исполнение песни «My Way», что побудило филиппинскую прессу назвать это явление «убийствами My Way». 
Внимание общественности к убийствам достигло своего пика 29 мая 2007 года, когда 29-летний Роми Балигула был застрелен охранником-вышибалой Робилито Ортегой в баре в городе Сан-Матео, штат Рисаль. Ортега позже утверждал, что убил посетителя за то, что мужчина исполнял «My Way» фальшиво. 
Серия «убийств My Way» продолжилась и в 2010-х годах: широкий общественный резонанс вызвал инцидент, в результате которого неизвестными вооруженными людьми на мотоциклах был убит глава манильского округа Тондо вместе со своим помощником. Убийство произошло во время исполнения песни на рождественской вечеринке. Чиновник погиб на месте, в то время как его помощник выжил.
В ходе расследования этого дела власти полагали, что мотивом для убийства послужили обвинения в том, что руководитель Тондо являлся покровителем местных наркоторговцев и воров в законе. Жители округа, а также друзья и родственники чиновника категорически отрицали подобные заявления, считая преступление политически мотивированным. 
Последнее «убийство My Way» было зафиксировано в 2018 году: 60-летний мужчина получил ножевое ранение во время драки со своим 28-летним соседом по причине исполнения песни Синатры на праздновании дня рождения в городе Замбоанга.

### Отношение к песне в обществе
Некоторые филиппинцы (даже поклонники творчества Синатры) не поют «My Way» на публике, чтобы избежать неприятностей или из суеверного страха. По состоянию на 2007 год песня была исключена из плейлистов караоке-автоматов во многих барах Манилы после поступления многочисленных жалоб на несоответствующее звучанию исполнение песни, что привело к жестоким дракам и убийствам. Японская рок-группа Kishidan посвятила этому необычному явлению собственную кавер-версию песни «My Way», выпустив ее в качестве своего 10-го юбилейного сингла.

## Попытки объяснения феномена
Обозреватель газеты New York Times Норимицу Ониси утверждал, что убийства могут быть «естественным побочным продуктом национальной культуры насилия, пьянства и мачизма».
В филиппинских караоке-барах часто происходят нападения с применением насилия, причем драки зачастую вспыхивают из-за нарушений своеобразного «караоке-этикета», таких как смех над другими исполнителями, повторное исполнение одной и той же песни или отказ уступить микрофон.
По словам Роланда Б. Толентино, эксперта по поп-культуре из Филиппинского университета Дилиман, убийства, связанные с исполнением песни «My Way» в караоке, могут просто отражать ее популярность в среде насилия. Он также отметил, что «триумфальная» тема песни может оказать раздражающее воздействие как на певцов, так и на слушателей. Другие мелодии, столь же популярные на Филиппинах, не привели к убийствам. Бутч Альбаррасин, предприниматель и владелец «Center for Pop», школы пения в Маниле, также считает, что текст «My Way» повышает насилие. Текст, как он объяснил, «пробуждает в певце чувство гордости и высокомерия, как будто ты что-то собой представляешь, хотя на самом деле ты никто. Это скрывает твои неудачи. Вот почему это приводит к дракам».

## Похожие явления в других странах
По всей Восточной и Юго-Восточной Азии были зарегистрированы случаи так называемой «караоке-ярости», когда посетители подвергались преследованиям, нападениям или были убиты во время пения. Среди прочего, в марте 2008 года в Таиланде был арестован мужчина, застреливший восемь человек, включая своего шурина, в ходе спора, возникшего из-за нескольких песен в караоке, в том числе из-за неоднократного исполнения песни Джона Денвера «Take Me Home, Country Roads».
Эпизоды «караоке-ярости» за пределами Азии также были задокументированы.